# Amt Ahaus
Das Amt Ahaus war eine Verwaltungseinheit im Hochstift Münster und ab 1802 im Fürstentum Salm.

## Historische Entwicklung

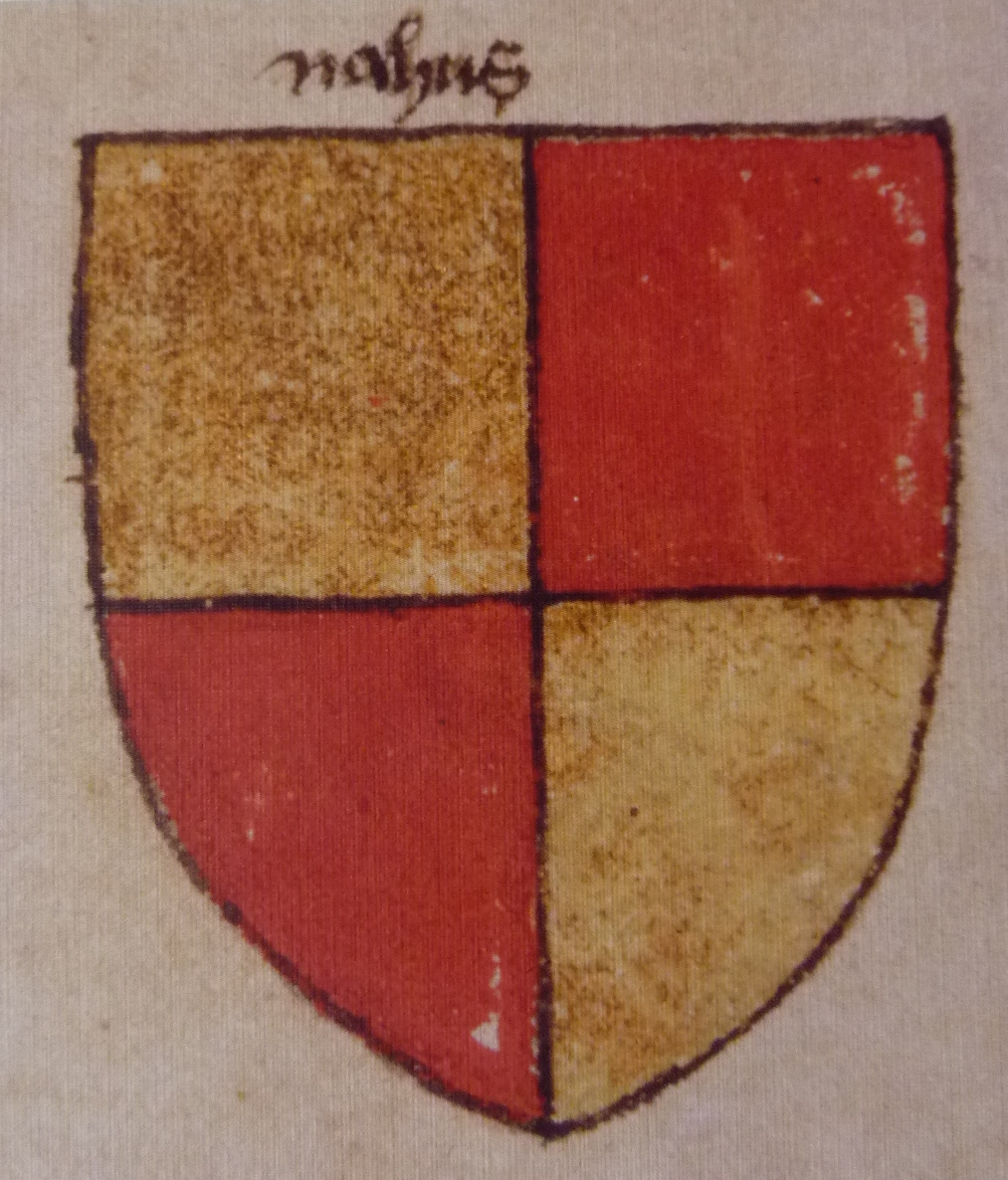
Wappen der Herrschaft Ahaus (Edelherren von Ahaus)

Das Amt Ahaus wurde durch das Hochstift Münster mit der willkürlichen Zusammenlegung verschiedener Körperschaften gebildet. Am 13. November 1400 kam die Herrschaft Ahaus durch Verkauf an den Bischof von Münster. Bernhard von Diepenbrock erhielt von Lothar von Supplingburg, Herzog von Sachsen und späterer Kaiser, den Auftrag, im Gebiet Ahaus eine Burg zu errichten. Dieses geschah in den Jahren 1115 bis 1125 mit dem Bau des „Haus an der Aa“ etwa dort, wo heute das Wasserschloss Ahaus steht. Sein Sohn Lifhard gab sich Mitte des 12. Jahrhunderts den Namen „von Ahaus“. Die vor der Burg gelegene Burgsiedlung wuchs allmählich zu einem Gemeinwesen mit rechtlicher Qualität (1353 eigener Richter). 1389 erhielt die Burgsiedlung ein Akziseprivileg und im Jahre 1391 die Stadtrechte. Diese Herrschaft Ahaus wurde im Jahre 1406 zusammen mit Teilen des Amtes Auf dem Braem als Amt Ahaus gebildet. Von da ab war Ahaus auch Sitz der Amtsdrosten. Die endgültige rechtswirksame Vereinigung der beiden Ämter Ahaus (Herrlichkeit Ahaus) und Auf dem Braem fand erst im 16. Jahrhundert statt. Mit dem Reichsdeputationshauptschluss im Jahre 1803 endete die Zeit des Hochstifts Münster und das Gebiet ging an die Fürsten von Salm-Salm und Salm-Kyrburg. Im Jahre 1806 schloss sich das Fürstentum dem Rheinbund unter dem Protektorat Napoleons an. 1811 wurde das Gebiet von Frankreich annektiert. 1813 endete die „Franzosenzeit“ und das Gebiet kam unter die Verwaltung des Generalgouvernements zwischen Weser und Rhein. Mit dem Wiener Kongress im Jahre 1815 fiel das Gebiet an Preußen.

## Territorium

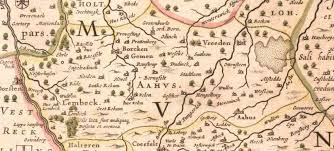
Das Gebiet des Amtes Ahaus, Übersichtskarte

Nach der Willkommschatzung von 1498 lagen im Amt Auf dem Braem die Kirchspiele Borken, Erle, Gescher, Heiden, Hervest, Holsterhausen, Lembeck, Lippramsdorf, Raesfeld, Ramsdorf, Reken, Rhade, Altschermbeck, Stadtlohn, Südlohn, Velen, Weseke und Wulfen, also gehörten auch die Herrlichkeiten Lembeck und Ostendorf zu Lippramsdorf mit in das Amtsgebiet. In der Herrlichkeit Ahaus lagen die Kirchspiele Ahaus, Alstätte, Vreden und Wüllen.

## Kirchliche Einteilung
Das Amtsgebiet war in mehrere Archidiakonate eingeteilt:
Das ältere Archidiakonat Bocholt umfasste neben Bocholt auch Dinxperlo, Brodenahle (Anholt), Ramestorpe (Ramsdorf), Velen, Reken und Schermbeck und wurde später im Jahre 1660 mit dem Archidiakonat Auf dem Braem zum neuen Archidiakonat Winterswijk zusammengefasst. Hierzu kamen nach der Vereinigung die Kirchspiele Altschermbeck, Borken, Brünen, Dingden, Erle, Gemen, Groß Reken, Heiden, Holtwick, Klein Reken, Osterwick, Raesfeld, Ramsdorf, Velen und Weseke. Im Norden tangierte das Archidiakonat des Domthesaurars das Amtsgebiet. Es umfasste die Kirchspiele Albachten, Alverskirchen, Alstätte, Epe, Gronau, Heek, Leer, Nienborg, Ottenstein, Rhede, Roxel, Vreden, Wessum, Wüllen und in Holland außerdem Aalten, Borculo, Dinxperlo, Groenlo, Hengelo, Lichtenvoorde, Neede, Zilvolden und Varsseveld.

## Die Amtsdrosten
Von 1559 ab stellten Angehörige der Adelsfamilie Droste zu Vischering die Amtsdrosten des Bezirks. Sie waren hier die Vertreter des Landesherrn. Eine chronologische Aufstellung der Amtsdrosten findet sich bei Heidenreich Droste zu Vischering.

## Gerichtsbarkeit
Im Amtsbezirk gab es fürstliche Gerichte in Ahaus, Stadtgericht Borken, Stadtgericht Stadtlohn, Stadtgericht Ramsdorf, Gogericht Homborn, des Amts auf dem Braem, wozu gehörte: Gogericht Borken, Gericht Gescher, Gogericht Stadtlohn, Gericht Südlohn und die Gogerichte Gerlinkloe (Kirchspiel Vreden) und (Stadt) Vreden. Private Gerichte waren in Lembeck, Lippramsdorf, Velen, Raesfeld und Weseke.